# Cyperus ephemerus
Cyperus ephemerus là loài thực vật có hoa trong họ Cói. Loài này được Kukkonen & Väre mô tả khoa học đầu tiên năm 2005.